# Roly Mills
Roland Walter George Mills, più conosciuto con il diminutivo Roly Mills (Daventry, 22 giugno 1933 – 8 febbraio 2010) è stato un allenatore di calcio e calciatore inglese, di ruolo centrocampista.

## Biografia
Suo figlio Gary è stato a sua volta un allenatore ed un calciatore professionista.

## Carriera

### Giocatore
Dopo aver giocato nelle giovanili del Northampton Town nel 1954 all'età di 21 anni esordisce in prima squadra, nella terza divisione inglese; gioca nel club per i successivi 10 anni, fra seconda, terza e quarta divisione, per complessive 305 presenze e 30 reti in partite di campionato.

### Allenatore
Dopo il ritiro ha lavorato come vice al Northampton Town ed in seguito ha allenato i semiprofessionisti del Long Buckby.

## Palmarès

### Giocatore

#### Competizioni nazionali
- Third Division: 1

Northampton Town: 1962-1963